# 假色
假色是指在一幅影像中使用與真實色彩不同的顏色描述一項物體。

## 全彩與假色

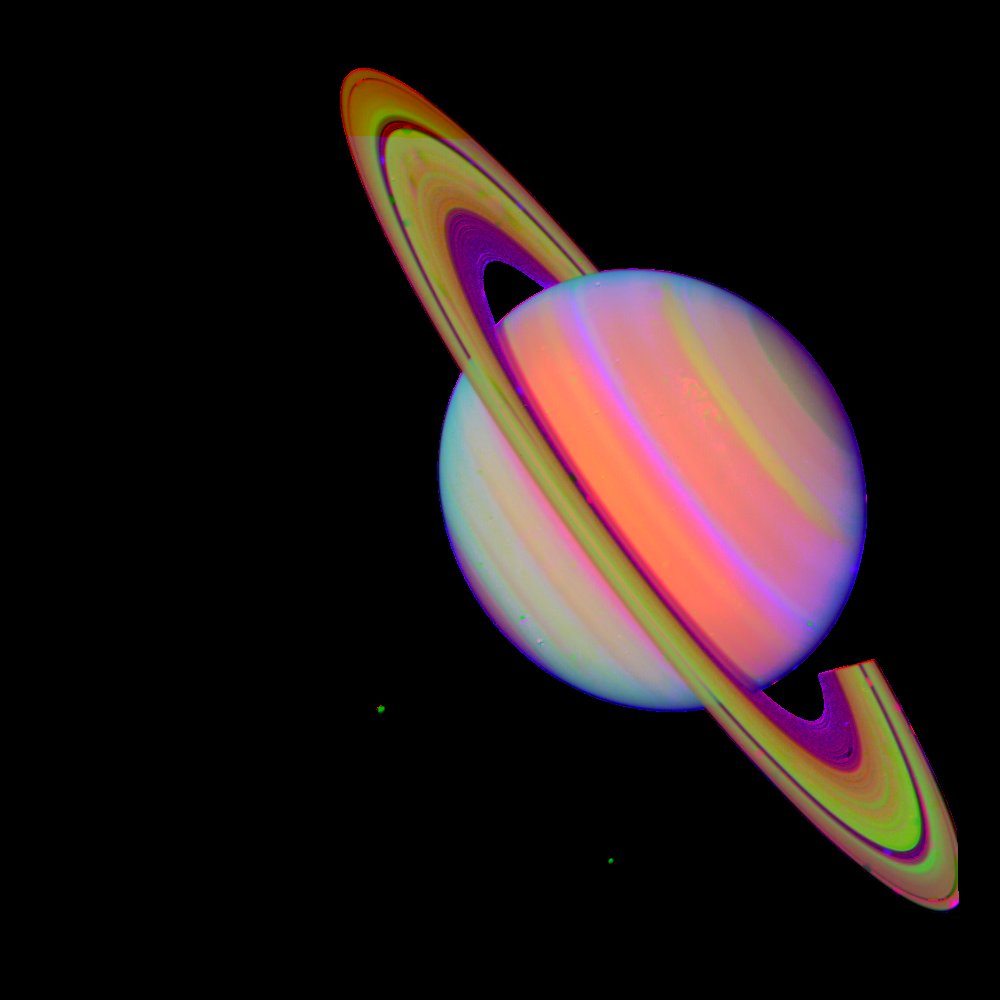
土星的假色影像。

全彩是指影像中的物體顏色和人類肉眼所見的顏色非常相似。在黑白影像中全彩則是指物體的明亮程度。但因為顏色染料等媒體的化學等性質和人類肉眼不同，因此不可能得到絕對的全彩。
在假色影像中物體的色彩和影像的顏色則改變了，這可能在很多地方出現。例如負片的顏色就可以被叫做假色，因為負片的顏色是物體顏色的補色。但假色常被用於表示電磁波譜中不可見光的部分。
例如拍攝700至900奈米紅外線波長的紅外線底片，是使用不同程度的「假」灰色來顯示紅外線的強度。
現代則可使用數位影像處理的方式產生假色影像，用來在二維的影像上顯示三個獨立的測量值。

## 面量圖
面量圖是指在地圖或影像上加上顏色形成一個目錄顯示不同的值或變量。面量圖因為多用於地圖，因此被認為是假色的極端形式。 

## 外部連結
- Why do satellite images look so different?
- UCSC
- Harvard（页面存档备份，存于）
- Kodak Tech Pub TI2323 （页面存档备份，存于）